# Kees Aarts (voetballer)
Kees Adrianus Ludovicus (Kees) Aarts (Baarle-Nassau, 30 november 1941 – Den Haag, 16 november 2008) was een Nederlands voetballer die uitkwam voor Willem II, ADO en Go Ahead. Hij speelde een interland voor het Nederlands Elftal.

## Loopbaan

### Beginjaren
Hij groeide op in Schaijk waar hij ging voetballen bij de plaatselijke club DAW. Als zestienjarige maakte hij zijn opwachting in het eerste elftal dat uitkwam in de Brabantse voetbalbond.
De voormalige profclub TOP uit Oss, in 1957 verdwenen uit het betaald voetbal, trok hem in 1959 aan. Hij speelde een jaar in de Eerste klasse, het hoogste amateurniveau, waar hij werd opgemerkt door Willem II dat hem contracteerde.

### Snelste doelpunt
Zijn profdebuut als achttienjarige in de Eredivisie kreeg extra glans op zondag 21 augustus 1960. Hij scoorde voor Willem II in de thuiswedstrijd tegen MVV (2-2) al in de tweede minuut de openingstreffer. Het was het eerste doelpunt in het nieuwe Eredivisieseizoen.
In zijn tweede jaar verdween hij uit het elftal. Pas op de slotdag mocht hij weer meedoen en hij scoorde eenmaal. Hij stond in het volgende seizoen 1962/63 weer in de Tilburgse aanvalslinie. Het was een vreemd voetbaljaar want de resultaten in de competitie vielen tegen en Willem II degradeerde. In het bekertoernooi ging het de club juist voor de wind. Willem II won de KNVB beker door in de finale ADO in eigen huis met 3-0 te verslaan. Aarts gaf de assist voor de 1-0 van Frits Louer en scoorde zelf de tweede Tilburgse treffer.

### ADO
Drie weken na de gewonnen bekerfinale tekende Aarts een contract bij ADO.
In zijn eerste jaar werd de snelle linksbuiten direct clubtopscorer met vijftien doelpunten. Met middenvoor Lambert Maassen, afkomstig uit Geldrop, en rechtsbuiten Harrie Heijnen uit Venlo vormde hij jarenlang de zuidelijke frontlinie van ADO. Ook in zijn tweede seizoen was hij met twaalf treffers de meest scorende ADO-speler. In zijn derde jaar moest hij de eer delen met Piet van Miert die net als Aarts zestien keer doel trof.
Het was midden jaren zestig een topperiode voor ADO dat tweemaal als derde (1965 en 1966) en daarna twee keer als vierde eindigde in de Eredivisie.

### International
Door de goede clubprestaties kwamen enkele ADO-spelers in beeld voor nationale selecties. Kees Aarts maakte zijn internationale debuut in Nederland–B op 29 september 1965. In zijn thuisstadion het Zuiderpark in Den Haag klopte het Nederlandse reserveteam met 3-0 het A-elftal van Luxemburg. Aarts nam de eerste twee doelpunten voor zijn rekening en Piet Keizer scoorde de 3-0.
Een jaar later debuteerde hij in het Nederlands Elftal, in de met 2-1 verloren vriendschappelijke uitwedstrijd tegen Oostenrijk op 18 september 1966. Drie ADO-spelers maakten in deze interland hun debuut. Aarts en Harrie Heijnen stonden als aanvallers in de basis en verdediger Piet de Zoete viel in voor Bennie Muller.

### Verenigde Staten
In de zomer van 1967 nam hij met ADO, onder de naam San Francisco Golden Gate Gales, deel aan een toernooi van de Amerikaanse voetbalbond United Soccer Association. ADO vertrok op dinsdag 23 mei, twee dagen na de slotdag van de Eredivisie, en speelde twaalf wedstrijden in zeven weken om half juli weer in Nederland terug te keren. ADO eindigde op de tweede plaats in de West Divisie. Aarts speelde negen duels mee waarin hij tweemaal scoorde.

### Bekerwinnaar
Na de korte zomerstop begon hij met een knieblessure aan het seizoen 1967/68. Hij miste de opening en kwam dit seizoen tot vijf doelpunten. ADO bereikte voor de vierde keer binnen zes jaar de eindstrijd van het bekertoernooi. Na het verlies in de finales van 1963, 1964 en 1966 won ADO ditmaal de cup door de 2-1 zege op Ajax. Aarts scoorde de tweede Haagse treffer.

### Europa Cup
ADO mocht als bekerwinnaar deelnemen aan de Europa Cup II. In de eerste ronde won ADO tweemaal van de Oostenrijkse tegenstander Grazer AK. De thuiswedstrijd op 19 september 1968 eindigde in een 4-1 zege en Aarts scoorde de 3-1. Het uitduel op 3 oktober leverde een 0-2 zege op. In de tweede ronde trof ADO in het Duitse 1. FC Köln een sterke opponent. De Duitse club won op 12 november 1968 in Den Haag met 0-1. Door het 3-0 uitverlies op 27 november was ADO uitgeschakeld.

### Go Ahead
Hij verruilde ADO in 1969 voor Go Ahead dat eveneens een subtopper was in de Eredivisie. Hij raakte vroeg in het seizoen geblesseerd, herstelde weer maar kwam opnieuw in de lappenmand. Hij liep bij een auto-ongeluk in februari 1970, op weg naar de training, een kniekwetsuur op waardoor hij voor de rest van het seizoen was uitgeschakeld. Go Ahead zette hem daarna op de transferlijst.

### Afgekeurd
Een transfer naar een andere club bleef uit. Hij hervatte na de zomer van 1970 de training bij Go Ahead. Na een periode van herstel volgde een terugslag waardoor hij in december een knieoperatie moest ondergaan. Omdat er geen uitzicht was op volledig herstel, werd hij in maart 1971 definitief afgekeurd. Go Ahead organiseerde op 9 juni 1971 een benefietwedstrijd met het oostelijk elftal als tegenstander. Behalve voor Aarts was de opbrengst ook voor Koos Knoef en Gerard Wüstefeld die beiden eveneens hun carrière door blessureleed voortijdig moesten beëindigen.
Kees Aarts overleed op 66-jarige leeftijd in 2008 aan een slopende ziekte. Hij werd begraven op de RK begraafplaats in zijn woonplaats Schaijk.

## Clubstatistieken
| Seizoen | Club                      | Land             | Competitie      | Competitie | Competitie | Beker | Beker | Internat. | Internat. | Overig | Overig | Totaal | Totaal |
| Seizoen | Club                      | Land             | Competitie      | Wed.       | Dlp.       | Wed.  | Dlp.  | Wed.      | Dlp.      | Wed.   | Dlp.   | Wed.   | Dlp.   |
| ------- | ------------------------- | ---------------- | --------------- | ---------- | ---------- | ----- | ----- | --------- | --------- | ------ | ------ | ------ | ------ |
| 1960/61 | Willem II                 | Nederland        | Eredivisie      | 13         | 5          | 2     | 1     | 0         | 0         | 0      | 0      | 15     | 6      |
| 1961/62 | Willem II                 | Nederland        | Eredivisie      | 1          | 1          | 0     | 0     | 0         | 0         | 0      | 0      | 1      | 1      |
| 1962/63 | Willem II                 | Nederland        | Eredivisie      | 26         | 8          | 4     | 2     | 0         | 0         | 0      | 0      | 30     | 10     |
| 1963/64 | ADO                       | Nederland        | Eredivisie      | 27         | 15         | 6     | 1     | 0         | 0         | 0      | 0      | 33     | 16     |
| 1964/65 | ADO                       | Nederland        | Eredivisie      | 24         | 12         | 2     | 1     | 0         | 0         | 0      | 0      | 26     | 13     |
| 1965/66 | ADO                       | Nederland        | Eredivisie      | 27         | 16         | 6     | 4     | 0         | 0         | 0      | 0      | 33     | 20     |
| 1966/67 | ADO                       | Nederland        | Eredivisie      | 27         | 11         | 2     | 0     | 0         | 0         | 0      | 0      | 29     | 11     |
| 1967    | San Francisco Golden G.G. | Verenigde Staten | Utd.Soccer Ass. | 9          | 2          | 0     | 0     | 0         | 0         | 0      | 0      | 9      | 2      |
| 1967/68 | ADO                       | Nederland        | Eredivisie      | 30         | 5          | 7     | 5     | 0         | 0         | 0      | 0      | 37     | 10     |
| 1968/69 | ADO                       | Nederland        | Eredivisie      | 29         | 5          | 3     | 1     | 4         | 1         | 0      | 0      | 36     | 7      |
| 1969/70 | Go Ahead                  | Nederland        | Eredivisie      | 14         | 3          | 1     | 2     | 0         | 0         | 0      | 0      | 15     | 5      |
| Totaal  | Totaal                    | Totaal           | Totaal          | 227        | 83         | 33    | 17    | 4         | 1         | 0      | 0      | 264    | 101    |